# Basile Samatan
Pour les articles homonymes, voir Samatan.
Basile Samatan, né à Marseille le 23 mars 1743 et mort dans la même ville le 23 janvier 1794, est un prestigieux négociant marseillais qui fut guillotiné sous la Terreur.

## Biographie
Basile Samatan appartenait à une famille languedocienne qui était venue s'établir à Marseille en 1595. Il est le fils de Nicolas Samatan, premier échevin de Marseille, et de Marie-Thérèse Merlet. Après avoir reçu une solide instruction littéraire, il est envoyé à Tunis à 21 ans pour gérer la maison de son père. Son administration y est remarquable. De retour à Marseille, il épouse en 1778 Marie Gabrielle Françoise Timon-David, fille du négociant, banquier et armateur Jean Timon-David (1712-1793), qui donnera son nom à la Timone, et de Catherine de Foresta-Collongues. De ce mariage, naîtront trois garçons et cinq filles, dont l'une mariée à Barthélémy Thomas Strafforello, une autre à Jean-Joseph de Gombert. Son petit-fils, Louis-Nicolas Samatan, sera créé baron en 1846.
Samatan avait des comptoir à Tunis et des correspondants dans toutes les principales places d'Europe, notamment en Italie. Il est l'un des douze membres, aux côtés de Jean-Louis Rolland, Jean-Baptiste Vence, Ange Rambaud, Antoine Patot, Gimon l'ainé, Albouy, Seimandy, Charles Salles, Jean François, Roustan et Sallier, du Comité de correspondance nommé par les négociants,
Tout en continuant à s'occuper de ses affaires, il s'investit également dans l’administration de l'assistance publique. En 1778, il devient directeur de l'hôpital de la Charité, puis recteur de l'Hôtel-Dieu en 1783.
Au printemps 1789, l'assemblée du tiers-état de la sénéchaussée de Marseille doit désigner 90 délégués prévus par le règlement pour élire les députés définitifs. Basile Samatan fait partie des 90 délégués ainsi que des douze personnes que ceux-ci choisiront quelques jours plus tard parmi eux pour rédiger les cahiers de doléances.
Après l'émeute populaire des 23 et 24 mars 1789, il participe à la création de la garde citoyenne et en tant que délégué du tiers-état il rejoint le conseil des trois ordres qui a remplacé l'ancienne municipalité où il va s'occuper des problèmes de subsistances.
Le 8 octobre 1789, Basile Samatan est élu par le quartier des Picpus pour le représenter au conseil municipal renforcé créé par le comte de Caraman. Il est nommé échevin le 25 novembre. Contrairement à un certain nombre de ses collègues, il refusera d'intervenir en faveur d’Étienne Chompré, qu'il considère comme un fauteur de troubles, lorsque celui-ci est arrêté par le prévôt de Bournissac à la suite de l'émeute du 8 décembre.
En désaccord avec le cours suivi par la Révolution française à Marseille au cours de l'année 1790, il voyage en Italie, puis retournera à Tunis avant de revenir en France au milieu de 1791. Inquiet du sort réservé à son fils âgé de 11 ans et pour parfaire son éducation, il l'envoie en Italie.
Au printemps 1792, Basile Samatan qui se trouve alors à Lyon reçoit de la municipalité marseillaise l'avis de sa nomination au comité de subsistances. Il accepte le poste et fait venir 40 000 charges de blé du royaume de Naples, 4 chargements d'Amérique et 10 000 charges de la Baltique. Excepté quatre vaisseaux interceptés par les Anglais, tous les autres arrivent à destination.
Malgré ces services rendus, les jours de Basile Samatan sont de plus en plus menacés après la défaite de l'insurrection fédéraliste. Arrêté une première fois le 8 octobre 1793, il est libéré par le tribunal révolutionnaire présidé par Maillet cadet. Finalement, son exécution sera ordonnée le 23 janvier 1794 par la commission militaire créée par Fréron et dirigée par le parisien Leroy, dit Brutus.